# Chlorotettix fallax
Chlorotettix fallax är en insektsart som beskrevs av Sanders och Delong 1922. Chlorotettix fallax ingår i släktet Chlorotettix och familjen dvärgstritar. Inga underarter finns listade i Catalogue of Life.